# Obuasi

Obuasi är en stad i Ghana och är den näst största staden i Ashantiregionen. Staden hade 143 644 invånare vid folkräkningen år 2010. Obuasi är huvudort för en administrativ kommun med samma namn, som hade 168 641 invånare år 2010, på en yta av 220,7 km².
En av världens största guldgruvor ligger vid Obuasi.